# Karl Albrecht
Karl Albrecht, född 20 februari 1920 i Essen, död 16 juli 2014 i Essen, var en tysk affärsman som innehade sjätte plats på listan över världens rikaste personer 2009. Karl Albrecht grundade tillsammans med brodern Theo den tyska matkedjan Aldi som idag har mer än 8 000 butiker. Karls förmögenhet var 2009 uppskattad till $21,5 miljarder.